# Kartoffelpaunzen
Kartoffelpaunzen sind eine Tiroler Spezialität aus Kartoffelteig, welcher in mundgerechte Stücke zerteilt und in Butter angebraten wird. Sie werden sowohl als Hauptspeise mit süßen oder pikanten Beilagen als auch als Beilage zu Fleischgerichten serviert.
Paunzen ähneln den italienischen Gnocchi, der Unterschied besteht jedoch in der Zubereitungsform.
Der Ursprung des Gerichts liegt in den bäuerlichen Küchen der Tiroler Bergbevölkerung, heutzutage ist das Gericht nur noch bei der älteren Bevölkerung bekannt. Ursprünglich wurden Paunzen im Jänner mit den übrig gebliebenen Erdäpfeln zubereitet.

## Zubereitung
Gekochte Kartoffeln werden geschält, zerstampft und mit Topfen, griffigem Mehl, Ei, Salz, Pfeffer und Muskat zu einem Teig vermischt. Anschließend wird der Teig zu einer Rolle geformt und es werden 1–2 cm lange Stücke davon abgeschnitten und etwas flach gedrückt. Danach wird Butter in einer Pfanne erhitzt und die Paunzen werden darin für etwa 15 Minuten goldgelb herausgebraten.
In einigen Küchen werden die Paunzen vor dem Herausbraten gekocht.
Dazu werden Kompotte, Speck und/oder Sauerkraut sowie Milch serviert. Alternativ werden Kartoffelpaunzen auch als Beilage zu Deftigem wie Fleischgerichten gereicht.